# Schlacht bei Crevola
Arbedo · Castione · Giornico · Crevola
Die Schlacht bei Crevola wurde am 28. April 1487 im norditalienischen Val d’Ossola im Rahmen der 
Ennetbirgischen Feldzüge zwischen Truppen des Herzogtums Mailand und der Alten Eidgenossenschaft ausgetragen.

## Hintergrund
Ende des 15. Jahrhunderts gab es zwischen dem Wallis und dem Herzogtum Mailand wiederholt Spannungen und Konflikte aufgrund territorialer und religiöser Probleme. Hauptakteure waren auf Schweizer Seite der Heerführer Albin von Silenen und sein Bruder, Bischof Jost von Silenen, auf Mailänder Seite Herzog Gian Galeazzo Sforza. Nach einigen Grenzzwischenfällen kam es 1484 zu einem Feldzug im Val Divedro, in dessen Verlauf die Walliser die strategisch wichtige Brücke von Crevola besetzten. Danach nahm man Verhandlungen auf, bei denen jedoch Vertreter einiger Schweizer Kantone den Herzog von Mailand unterstützten. Aufgrund der uneinheitlichen Haltung der Eidgenossen kam es zu einem Kompromiss, den jedoch die Walliser nicht akzeptieren wollten. Bischof Jost von Silenen bereitete ab November 1486 einen erneuten Feldzug vor. Die Kriegserklärung übergab man am 17. April 1487.

## Verlauf der Schlacht
Im April 1487 marschierten die Walliser und ihre verbündeten Eidgenossen aus drei Richtungen auf Domodossola: die Walliser durch das Val Divedro, die anderen Schweizer durch das Valle Antigorio und durch das Val Bognanco. Insgesamt handelte es sich um eine Streitmacht von etwa 6.000 Mann. Die Mailänder verfügten in diesem Bereich zunächst nur über etwa 700 Mann.
Die Eidgenossen besetzten Crevola mit 3.000 Mann, die übrigen Truppen besetzten die Burg von Mattarella. Am Nachmittag des 27. April stießen die Eidgenossen auf die herzögliche Kavallerie unter Renato Trivulzio. Nach einem ersten Gefecht verloren die Schweizer 50 Mann und zogen sich zurück. Am 28. April gaben die Walliser Mattarella auf, um sich in Crevola zu konzentrieren. Auf dem Marsch nach Crevola wurden sie von herzöglichen Verbänden aus Domodossola und Vogogna angegriffen.
Jacopo da Corte überquerte mit seiner leichten Kavallerie den Toce und griff die Truppen des Luzerner Hauptmanns Hans Murer an. Murer brachte seine Einheiten zwischen Masera und Trontano in Stellung, wo sie jedoch geschlagen wurden. Gleichzeitig griffen die Mailänder auch bei Crevola an. Beim Kampf um die dortige Brücke mussten die Schweizer schwere Verluste hinnehmen und unterlagen schließlich.

## Weiterer Verlauf
Die Schlacht bei Crevola beendete vorübergehend den Schweizer Expansionsdrang auf der Südseite der Alpen. 1494 kam es nochmals zu örtlich begrenzten Kämpfen, die am 9. Januar 1495 zu einem Friedensschluss führten. Bischof Jost von Silenen musste am 19. April 1496 zurücktreten. Er ging dann nach Frankreich.
In dieser Zeit begannen die so genannten Italienischen Kriege, die bis 1559 die politische Landkarte Italiens mehrmals veränderten.